# Svedenäs
Svedenäs är en tidigare herrgård och ett bostadsområde vid sjön Gapern 20 km norr Karlstad i Karlstads kommun. SCB avgränsar här en småort från 2023

## Historik
Platsen är känd sedan bronsåldern med bland annat flera gravhögar från bronsåldern. På ett näs i sjön svedjade en bonde i slutet av 1500-talet och erhöll nog åkerjord för att kunna bygga ett litet hus. 1608 hade gården ökat i storlek och skattebelades till ett fjärdedels hemman. Gården Svedenäs - under 1700-talet kallad Herrgård, byggdes under 1630-1632 och har haft många skiftande verksamheter. Jordbruk och boskapsskötsel har som regel varit huvudnäringarna. Som vanligt i Värmland omges gården med olika skrönor utan verklighetsförankring. Gårdarna Svedenäs och närliggande Killstad blev en Rote som svarade för ett soldattorp då "Det ständiga knektehållet" infördes 1682. De indelta soldaterna (indelningsverket avskaffades 1901) vid soldattorpet i Svedenäs erhöll som regel soldatnamnet Sveder i rullorna. 
Under 1960-talet avstyckades skog och ängsmark och såldes som fritidstomter. 1963 bildades "Sveanäs (Svedenäs) Södra Tomtägarförening" och 1972 "Svedenäs Norra Fastighetsförening". Tillsammans c:a 85 fastigheter som är bebyggda med fritids-, och året runt -hus. Svedenäsområdet har nu skiftat karaktär från sommarstugeområde till mer och mer bli ett område med året runt boende. Båtbryggor, tennisbana, en fiskrik sjö, strövområden samt närhet till busslinjer har gjort Svedenäs till en attraktiv plats.